# Jean-Marie Plane
Jean-Marie Plane   (París, 1774 - París, segle XIX) fou un arpista, pedagog, compositor, editor i instrumentista francès.
Es va fer conegut des de 1798 fins a 1827 mitjançant la publicació d'una trentena d'obres de sonates per a la arpa, estudis (tres quaderns), fantasies (n . 1 a 10), nocturns i variacions. Aquestes obres, que van aparèixer per primera vegada a l'autor, es van convertir en propietat de Frey, i finalment de M. Richault. Plane, també té un curs d'harmonia dividit en dotze lliçons clares i fàcils. Fou professor d'harmonia al Conservatori de París.